# 连南瑶族自治县
连南瑶族自治县是中华人民共和国广东省清远市下辖的自治县。位于广东省西北部，东北与连州市交界，东南与阳山县相连，南接怀集县，西邻连山壮族瑶族自治县，西北与湖南省江华瑶族自治县接壤。
連南瑤族自治縣世界唯一的排瑤聚居地，世界經典樂曲《瑤族舞曲》的故鄉，至今仍保留着濃郁的瑤族風情和古樸的客家文化。

## 歷史
民国35年(1946年)，国民政府撤“连阳安化管理局”置连南县，县府驻三江镇，统辖瑶区。
中华人民共和国成立后，于1950年5月16日成立连南县人民政府，县府驻三江镇，辖瑶区。1953年，连山、连南两县合并，成立连南瑶族自治区（县级）。1954年，原连山辖地划出，恢复连山县建置。1955年，连南瑶族自治区改称为连南瑶族自治县。1958年，又与连县、连山、阳山县合并为连阳各族自治县，县府设在连州镇。1960年，阳山县划出后，连阳各族自治县改称为连州各族自治县。1961年，撤销连州各族自治县。恢复连县、连山县、连南瑶族自治县建置，属韶关地区管辖。1983年地、市合并后，由韶关市辖。1988年，划入清远市管辖。

## 行政区划
连南瑶族自治县下辖7个镇：
三江镇、大麦山镇、寨岗镇、三排镇、涡水镇、大坪镇和香坪镇。

## 人口
根據第七次全国人口普查結果，截至2020年11月1日零時，連南瑤族自治縣常住人口為134691人。

## 交通
- 二广高速、 许广高速、 连山联络线、 234国道、 323国道过境。

## 图库

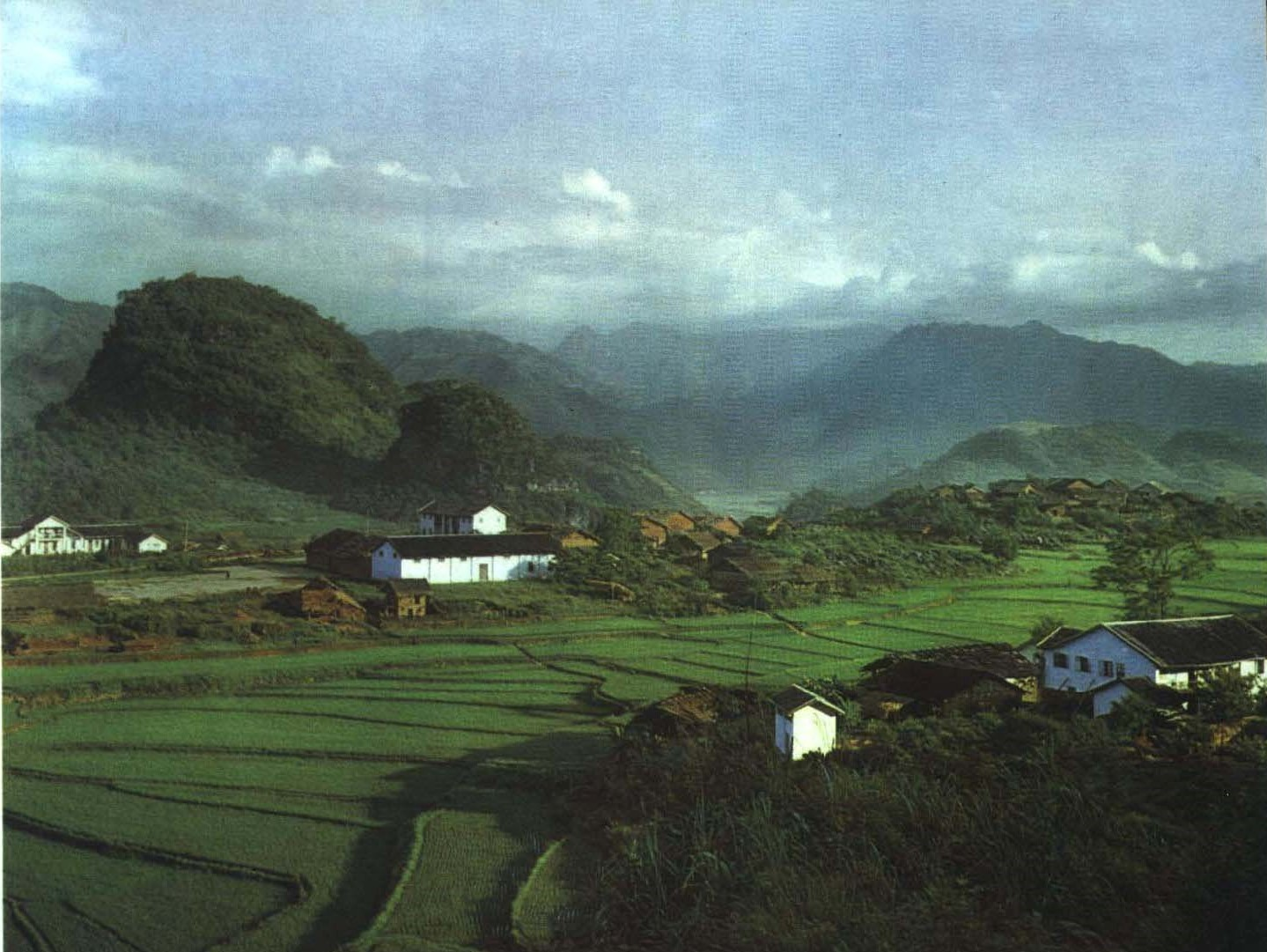
1964年 广东连南瑶族自治县
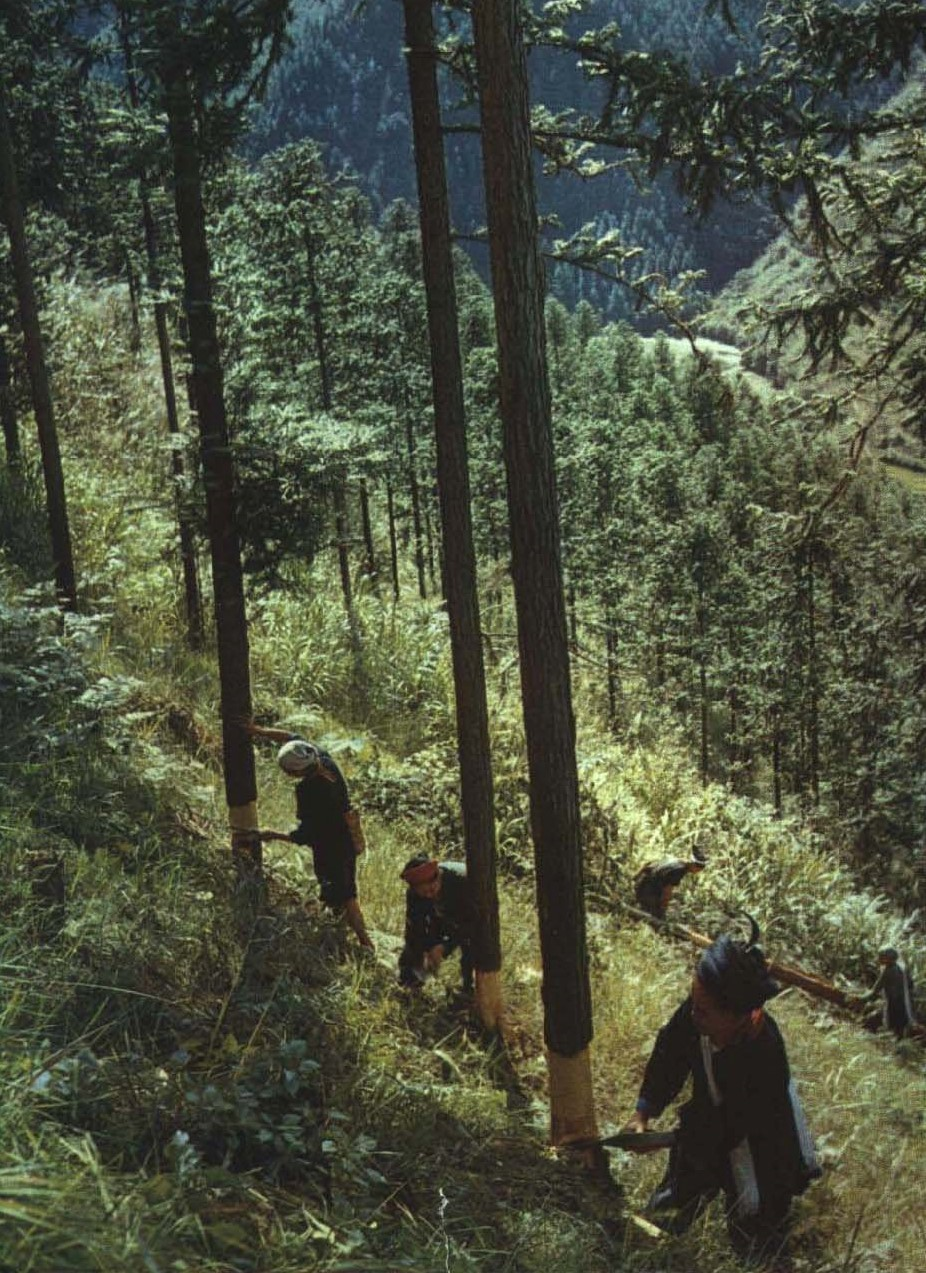
1964年 广东连南瑶族自治县
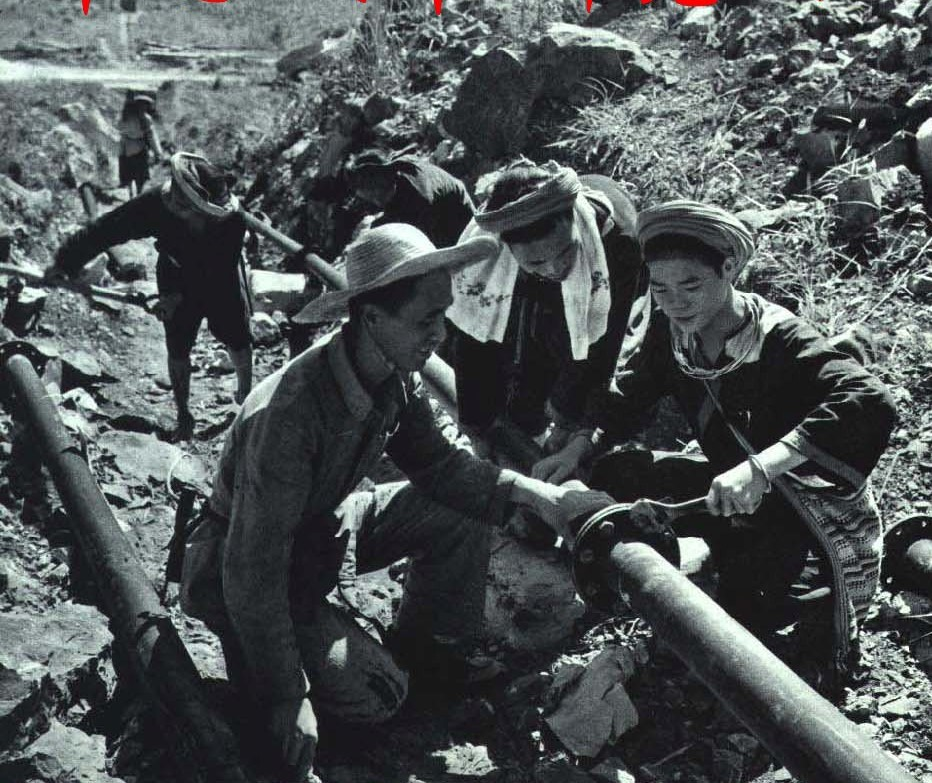
1964年 广东连南瑶族自治县 安装抽水工程
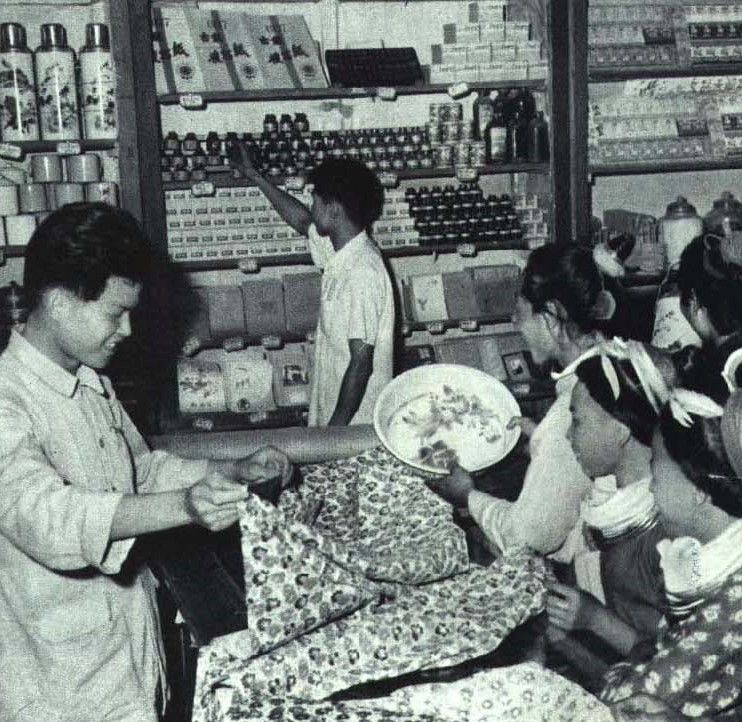
1964年 广东连南瑶族自治县 供销社
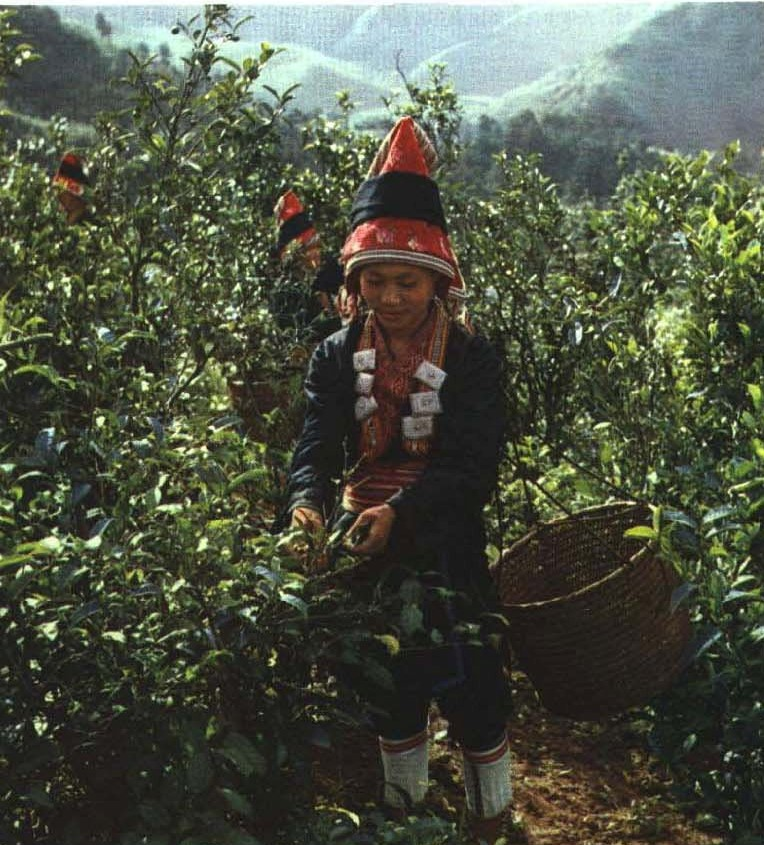
1964年 广东连南瑶族自治县 采摘茶叶
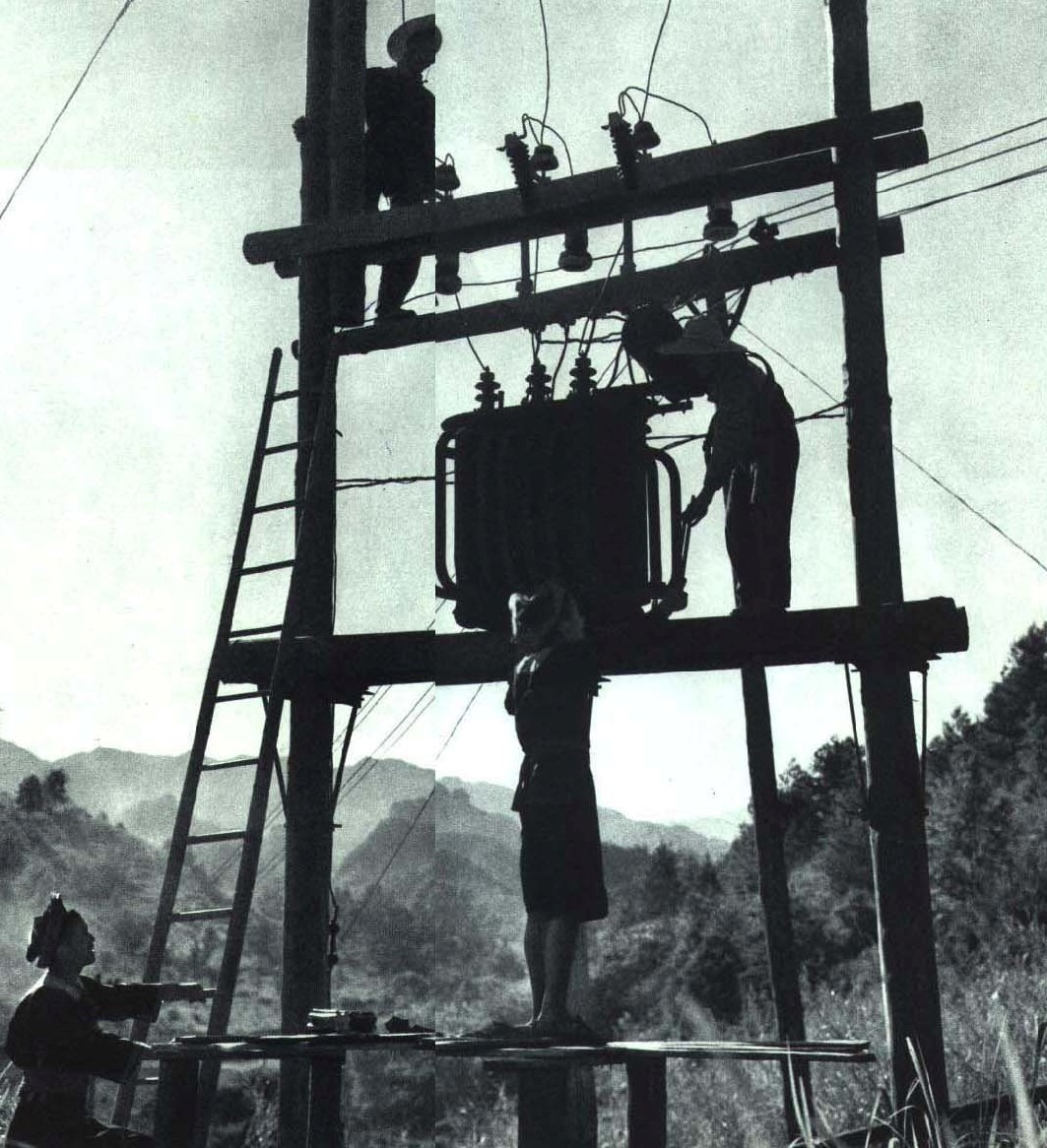
1964年 广东连南瑶族自治县 安装变电器

## 特产
连南瑶山茶油：国家地理标志产品。